# Sainte-Geneviève, Seine-Maritime
Sainte-Geneviève är en kommun i departementet Seine-Maritime i regionen Normandie i norra Frankrike. Kommunen ligger i kantonen Saint-Saëns som tillhör arrondissementet Dieppe. År 2022 hade Sainte-Geneviève 260 invånare.

## Befolkningsutveckling
Antalet invånare i kommunen Sainte-Geneviève
| Referens: INSEE |